# Psací látky
Psací látka je podklad, na který se píše. Ovšem v pomocných vědách historických se tímto pojmem označují jak látky, na které se píše, tak i látky, kterými je psáno (psací potřeby). Psacím materiálem je pak např. inkoust.

## Jednotlivé psací podklady
- kámen – tesání; obvykle se jedná o skálu, náhrobek, pomník či patník
- sušené hliněné destičky (starověká Mezopotámie)
- papyrus (starověký Egypt) – nejstarší klasický psací materiál, vyráběný z lisovaných proužků nilského rákosu
- voskové tabulky – byly to destičky (nejčastěji vyráběné ze dřeva ale i z drahých materiálů) pokryté vrstvou vosku. Tato vrstva umožňovala snadné odstranění staršího textu, a proto se používaly převážně pro záznamy krátkodobé povahy. Užívaly se ve starověkém Řecku, ve starověkém Římě, ale i po celý středověk. V ojedinělých případech se užívaly i v novověku.
- pergamen (Malá Asie) – psací materiál, vyráběný z hlazené ovčí, kozí, příp. jiné kůže. Oproti papyru byl trvanlivější a vhodnější ke psaní, ale také podstatně dražší
- papír (starověká Čína) – do Evropy se papír dostal ve 12. století prostřednictvím arabských obchodníků
- kůra (předkolumbovská Amerika) - vnitřní vrstva (například Drážďanský kodex)
- hedvábí nebo jiná vhodná tkanina
- tabule nebo jiná vhodná deska
- břidlice